# Every Day Is Exactly the Same
Every Day Is Exactly the Same (conosciuto anche come Halo 21) è un singolo dei Nine Inch Nails, il terzo e ultimo estratto dal quarto album della band, With Teeth. Il singolo ha raggiunto la prima posizione nelle classifiche Modern Rock Tracks e Hot Dance Single Sales.

## Descrizione
L'argomento trattato dal testo è quello di una vita monotona e ripetitiva, lo si può capire dalla prima strofa della canzone:
Stessa cosa per il motivo principale della canzone.

## Tracce
1. "Every Day Is Exactly the Same" – 4:57
2. "The Hand That Feeds" (DFA Mix) – 9:03
3. "The Hand That Feeds" (Photek Straight Mix) – 7:47
4. "Only" (El-P Mix) – 4:22
5. "Only" (Richard X Mix) – 7:25
6. "Every Day Is Exactly the Same" (Sam Fog vs. Carlos D Mix) – 5:03
7. "The Hand That Feeds" (Photek Dub Mix) (Japanese import only) – 7:52
8. "Love Is Not Enough" (Live at Rehearsals) (Japanese import only) – 3:51

Promo 12" Remixes By Sam Fog And Carlos D. From Interpol
1. "Everyday Is Exactly The Same" - Main Mix – 5:03
2. "Everyday Is Exaxtly The Same" - Edit – 4:09
3. "Everyday Is Exactly The Same" - Full Vocals – 4:12

Promo CD
1. "Everyday Is Exactly The Same" - Edit – 3:51
2. "Everyday Is Exactly The Same" - Interpol Mix Edit – 4:09
3. "Everyday Is Exactly The Same" - LP Version – 4:56